# ウルトラマンティガ・ウルトラマンダイナ&ウルトラマンガイア 超時空の大決戦
- ウルトラシリーズ
  - ウルトラマンガイア > ウルトラマンティガ・ウルトラマンダイナ&ウルトラマンガイア 超時空の大決戦
  - ウルトラマンティガ > ウルトラマンティガ・ウルトラマンダイナ&ウルトラマンガイア 超時空の大決戦
  - ウルトラマンダイナ > ウルトラマンティガ・ウルトラマンダイナ&ウルトラマンガイア 超時空の大決戦

『ウルトラマンティガ・ウルトラマンダイナ&ウルトラマンガイア 超時空の大決戦』（ウルトラマンティガ ウルトラマンダイナ アンド ウルトラマンガイア ちょうじくうのだいけっせん）は、円谷プロダクション製作の特撮映画作品。1999年3月6日全国松竹系にて公開。同時上映は『ウルトラマンM78劇場 Love & Peace』。
キャッチコピーは、「テレビじゃ見られない3大ヒーロー集結!!」「君の勇気が地球を救う!」。

## 概要
『ウルトラマンゼアス』以後、恒例となったウルトラシリーズ映画作品の1本。特撮テレビドラマ『ウルトラマンガイア』の映画化作品であり、ウルトラマンティガやウルトラマンダイナとの共演を描く。映画としての独立性を重視し、少年を主人公格に据えてその成長を描くジュブナイル作品ともなっている。
『ガイア』の主人公・高山我夢が、ウルトラシリーズがフィクション作品として扱われているパラレルワールドを訪れる。そこでは『ガイア』もテレビ放送されており、プロローグで勉が見ている同作のビデオはテレビシリーズからの流用ではなく、本映画のために新規撮影されている。
ガイアの新たな形態であるV2とスプリーム・ヴァージョンが登場しており、テレビシリーズで初登場する第26話の本放送日と本作品の劇場公開日は同日に行われる形となった。
公開前のCMでは『ウルトラマンティガ・ウルトラマンダイナ&ウルトラマンガイア』と宣伝されていた。
俳優の濱田岳や声優の入野自由が子役時代に出演した映画作品の1つでもあり、本映画でダイナの声を担当したつるの剛士は、初対面当時の濱田や入野たちに我夢を演じた吉岡毅志を交えて撮影した記念写真を、後年に自身の公式ブログで公開している。

## 制作
映画前作『ウルトラマンティガ&ウルトラマンダイナ 光の星の戦士たち』の好評を受け、そのコンセプトを引き継ぎ放送中の『ウルトラマンガイア』を中心とした『ウルトラマンティガ』『ウルトラマンダイナ』のクロスオーバー作品として制作されることとなった。『ガイア』は前2作品と世界観が異なるが、チーフプロデューサーの鈴木清の提案により、パラレルワールドを舞台とすることとなった。
本作品の監督であり『ダイナ』最終章の監督も担当した小中和哉は、当初は『ダイナ』最終回で別の宇宙へ行ったダイナが『ガイア』の世界を訪れる展開を考えていたが、先を視聴者に想像してもらうという『ダイナ』最終回の趣旨に反するために見送り、兄の小中千昭との雑談の中で出たメタフィクションという方向性で企画が進められた。
XIGファイターEXやXIGアドベンチャーなどのメカニックは大半がコンピューターグラフィックスで描かれ、ビル爆破のシーンでは実景に合成で破片やガレキを加えるなど、従来のミニチュア特撮とは異なるデジタル特撮による描写が多用された。
学校の先生役には、かつて鈴木清がカメラマンとして参加していたテレビドラマ『うしろの正面だあれ』に出演した歌手の和田アキ子に出演してもらおうと交渉を行ったが、彼女のスケジュールの関係で実現しなかった。
本作の脚本を担当した長谷川圭一は、平成三部作を振り返って一番苦労した脚本だったと述懐して、「本筋で絶対に書けないということで、超変化球で行くしかなかった」と語りつつ、結果として、テレビ本編と質感の違う面白いものが出来たと評価している。

## ストーリー
勉強もスポーツも苦手な少年・新星勉は、世界中で大人気を誇るテレビ特撮番組『ウルトラマンガイア』に憧れていた。
ある夜、勉は『ウルトラマンガイア』のビデオを観ている最中、不思議な空間に吸い込まれたかと思うと、謎の赤い球と「何も変わらない」と呟く少女のイメージを目撃する。翌日、その少女と瓜二つの七瀬リサが勉のクラスに転校してきたうえ、勉は隠れ家として使用している廃倉庫で不思議な赤い球を見つける。ウルトラマンガイアに変身する高山我夢に会いたいと赤い球に願うと、ファイターEXと共に本物の我夢が異次元から出現する。
勉は自分が我夢を呼んだと友達に自慢する。話を聞いた上級生の鹿島田浩は勉から赤い球を奪うと、それが本当なら自分が怪獣を呼んで勉を踏み潰させてやると呟く。その願いが現実となって巨大異形獣サタンビゾーが出現し、我夢はガイアに変身してサタンビゾーを倒す。だが、自分をガイアだと知っている子どもたちの集団に追いかけ回された末におもちゃ屋で『ウルトラマンガイア』のグッズやポスターを見かけて、ここが自分の世界ではないことに気付く。そして、勉と出会った我夢は赤い球の詳細を知るが、国籍不明機の搭乗者として警官隊に取り囲まれる。そこで赤い球の効力が切れ、我夢は元の世界に戻されて異世界の記憶を失ってしまう。
一方、偶然とはいえ自分が呼び出した怪獣がガイアに倒されたことに怒りを覚えた浩は、隙を突いて勉から再び赤い球を奪い、ガイアを超える強力な怪獣を生み出そうと考える。それがきっかけで、勉たちの世界に危機が訪れる。我夢は勉の本で記憶を取り戻すと勉たちの世界を救うため、自ら開発したXIGアドベンチャーに乗り込んで次元の壁を越え、決戦に挑む。

## 登場人物
高山 我夢（）/ウルトラマンガイア
『ウルトラマンガイア』本編の主人公。赤い球の力により、XIGファイターEXと共に勉たちの世界を訪れる。
サタンビゾーを倒して変身を解いて早々、子どもたちの集団に追いかけ回されるが、警察に捕まりそうになったところで球の力が弱り、元の世界に戻されてしまう。元の世界に戻った後は勉たちと出会った記憶を失っていたが、偶然持ち帰っていた勉の本（ガリバー旅行記）のおかげで記憶を取り戻すと自作の時空移動メカ・XIGアドベンチャーで再び勉の世界へ向かい、誕生して暴れ回るキングオブモンスから勉の世界を必死に守り抜いた。赤い球が消えると同時に再び元の世界へ送り返された。それに先駆け、勉の本には「この世界は滅んだりしない、君たちが未来を信じる限り」とサインしていた。
勉の世界では元の世界よりエネルギーの消耗が激しく、サタンビゾー戦でライフゲージの点滅が早かったことに戸惑う描写がある。
新星 勉（）
本作品のもう一人の主人公。『ウルトラマンガイア』の大ファンである小学3年生。勉強や運動は苦手で、人と話すことに少し臆病な感じを見せる気弱な少年。
家にはガイア関連の無数のウルトラマングッズを持っており、ビデオを何度でも見直すほどウルトラシリーズのことが大好きである。「我夢のような人は特別」といつもガイアに変身できる我夢と、何のとりえもない自分との違いをコンプレックスのように話す。我夢と触れ合うことで大きく成長し、ガイアが3大怪獣によって大ピンチとなった際にはティガとダイナを呼び出す活躍を見せる。最後は赤い球は世界を滅亡させようとする危険な存在だと悟って球を消滅させることを決意し、自らの意思で消滅させた。
七瀬 リサ（）
本作品のゲストヒロイン。突如勉のクラスに転校してきた少女。
風変わりな態度を見せている。容姿は勉が物語冒頭で見た謎の少女と同一である。正体は赤い球のインターフェイスであり、球に込められていた欲望のエネルギーが消えて青くなると同時に消滅する。その後、勉のクラスには同名の少女が転校してきた。
- 監督の小中和哉は、赤い球は勉が未来に出会う少女の姿を借りていたのであり、勉が守るべき未来の象徴であるとしている。

平間 優（）
勉の親友。小学3年生。眼鏡をかけており、勉の話に半ば呆れ気味。
現実主義だが、現実世界を本心では否定しており、浩たちの代わりに赤い球に操られた際には、スキューラとバジリスを生み出し、ガイアのピンチを拡大させてしまう。赤い球を手放した後は球を取り戻せてガイアを救う術を探す勉に声援を送った。
鹿島田 浩（）
勉にたびたび強い口調で言い立てては、ものを横取りする乱暴な性格の不良少年。小学4年生。一人称は「僕」だが、赤い球に操られた際は「俺」に変わっていた。
赤い球でサタンビゾーを呼び出した際には、勉が言えない身長や体重などのデータを正確に読み上げてみせた特撮マニアだが、本人はそれを隠していることとウルトラマンより怪獣が好みらしく、ウルトラマンが好きな勉に「ウルトラマンなんか卒業しろ」「いい年して幼稚でダサくてくだらない」と迫っていた（その態度は何を言われても隠さずウルトラマンが好きと言える勉への裏返しだった模様）。本人曰く「夢は日本一のモデラーになること」。サタンビゾーがガイアに倒されると怒って「もっと強い怪獣を出してやる」という企みで勉から赤い球を奪い、そのまま赤い球に操られてキングオブモンスを生み出してしまう。勉の体当たりで赤い球を手放されて耕平と亘と共に正気に戻り、赤い球やキングオブモンスにこだわっていた記憶を消された形で改心、赤い球を取り戻せてもキングオブモンスとスキューラとバジリスの3大怪獣を消せなくてガイアが敗北寸前に追い込まれたため絶望する勉に「頑張れ」と声援を送り、事件後は勉と和解し親友になった。
中原 耕平（）
いつも浩の後ろをついている取り巻きの一人。小学4年生。常に3人で行動している。勉や優を片手で拘束できるほど力が強い。事件後は勉と和解し親友になった。
小杉 亘（）
浩と共に行動する彼の取り巻きの一人。小学4年生。いつも浩が話したことを勉に復唱している少年。事件後は勉と和解し親友になった。
ウルトラマンティガ
赤い球の力によって出現した光の巨人。ガイアのピンチを救い、海中でスキューラと戦って勝利する。球が消えると同時に消滅した。
ウルトラマンダイナ
赤い球の力によって出現した光の巨人。ガイアのピンチを救い、宇宙でバジリスと戦って勝利する。球が消えると同時に消滅した。

## 登場怪獣
赤い球
『ガイア』の世界や本作品の世界とは異なる異次元の世界で作られた物質文明の最終到達点。本作品における一連の事件の幕開けとなるきっかけを作った。外見は何の変哲もない赤い球体の水晶のようであるが、持つ者の潜在意識下の欲望や破壊願望を際限なく具現化する力を持つ。ただし、一度実体化したものを消すことはできない。物語序盤ではエネルギー不足だったために望みの持続時間が短かったが、浩の欲望のエネルギーを吸収して不足を解消し、彼や優の心を負の感情で踏みにじる。一方、物語終盤では根底の善意と本当は世界を滅ぼさせたなくない気持ちを併せ持つ勉たちの叫びに応えてウルトラマンティガとウルトラマンダイナを呼び出し、ガイアの逆転勝利に導いた。最後は、赤い球の存在を否定するに至った勉の「球よ、消えろ!!」の叫びに応じて青く変色してリサとともに消滅し、それと同時に本作品の世界における一連の事件も無かったことにされる（ただし、球と直接接触して我夢と巡り合えた勉の記憶は残っていた）。
- 監督の小中和哉は『ウルトラマン』に登場するギャンゴをイメージしており、プロットでは同作品を踏襲したコメディの要素もあった。

『小説 ティガ・ダイナ&ウルトラマンガイア 超時空のアドベンチャー』に登場した赤い球
赤い球の製作者が愚かな願いによって球が消滅した際に備えて用意していたバックアップが起動し、再び本作品の舞台となった地球に出現した。

最強合体獣 キングオブモンス
「サタンビゾーを超え、ウルトラマンガイアを倒せる強力な怪獣」を念頭に浩が赤い球に願って実体化させた怪獣。浩が粘土細工で作った最強怪獣のイメージに加え、亘が考えたバジリスの翼を背中に、耕平が考えたスキューラの顎を腹部と腰回りに組み合わせている。後に赤い球の言葉を聞いて負の感情に支配された優の「この世界を破壊したい」という強力な願いに反応し、組み合わせた部分からバジリスとスキューラを生み出す。両目の間にある赤い結晶体は、時折瞬きするかのように上下に開閉する。モチーフは緑色を基調にした粘土細工で造られているものの、体色は青が主体である。
武器は、発射方向の物体をすべて破壊するクレメイトビーム、背中の翼ボーンウイングを展開させてフォトンエッジをも跳ね返すバリヤーボーンシールド、尻尾を使った攻撃ボーンテール、顎状の腹部で敵を押さえつけるシャークファング、両腕から繰り出す怪力アームパワー。ボーンウイングを展開し、マッハ7の速度で飛行することも可能。
別次元の世界を徹底的に滅亡させることを使命としており、力の源である赤い球に込められた欲望のエネルギーが増すにつれて強くなっていく。作中では我夢の乗るXIGアドベンチャーの高圧電流に耐えてクレメイトビームの2連発で破壊し、ガイアV2のウルトラバリヤーをも破るほどの実力を見せたが、格闘戦においてはガイアのパンチやキックで怯むなどやや押されていた。バジリスやスキューラとの連携でガイアを追い詰めるものの、ティガやダイナの参戦によって形勢が逆転するとスプリーム・ヴァージョンにヴァージョンアップしたガイアに押され、飛び上がってから特攻する不意打ちを仕掛けるが、バジリスとスキューラが倒されると同時に翼と腹部にダメージを受けて弱体化し、墜落する。最後はクレメイトビームをウルトラバリヤーで防がれ、フォトンストリームの一撃で爆散した。
- 初稿段階での名称は、キンググロノス。
- 三角形がモチーフで、三角の要素を入れている。
- スーツのシャークファングは着脱式となっている。
- 映画『新世紀ウルトラマン伝説』にも登場。映像は本作品からの流用。
- 『大怪獣バトル ULTRA MONSTERS』では、尻尾攻撃は「モンステールアタック」、突進攻撃は「キングオブクラッシャー」と表記されている。

『ウルトラマンアーク』に登場するキングオブモンス
『ウルトラマンアーク』第21話「夢咲き鳥」に登場。
夢追い人のアオイの「こんな世界、ぶっ壊れてしまえ！」とばかりに願いとしてその感情をぶつけられたことで心の中の想像力によって赤い球が作り出した最強合体獣。アオイが小説用に考えていた「キングオブモンス」「巨大な牙が腹部に」「金色の翼」「夢の中では夢見る者が王」「赤い怒りの第三の目」などのキーワードがイメージソースとなっている。圧倒的な力を持っており、鋭い切れ味の刃を持つ背中の翼、腹部に並ぶ鋭く伸びて敵を拘束したり、突き刺して攻撃する鋭い牙・シャークファング、口から吐く赤色の光線・クレメイトビーム、全身から放つ大電撃が武器。
アオイの「誰かウルトラマンを助けて」という願いによって、月から飛来したギヴァスとともに戦ったウルトラマンアークのギャラクサーファイナライズによって爆発し、赤い球もアオイに「私の旅を終わらせてくれ」と訴えかけて消滅した。
- スーツアクター：高橋舜

『大怪獣バトル ULTRA MONSTERS EX』に登場したキングオブモンス
『大怪獣バトル ULTRA MONSTERS EX』第15話「歴史改変計画」に登場。
ババルウ星人が使役する怪獣として登場。ゼットンを退けた主人公のもとへ送り込まれるが、バトルナイザーの怪獣によってババルウ星人もろとも倒された。
- 最上位カードは全ステータスが4桁に達する初めての怪獣となっている。その反面、毒属性（『NEO』以降は光属性も追加）攻撃には非常に弱い。必殺技は劇中同様にクレメイトビームを使用し、それを地面に走らせて爆発させるものはファイナルクレメイトビームとして区別される。このほか、尻尾攻撃のモンステールアタックがあり、NEO第7弾からはエネルギーをまとった状態で空中から体当たりを経てファイナルクレメイトビームを放つキングオブクラッシャーが追加された。『NEO』以降、クレメイトビーム関係の必殺技には高熱属性が付加されている。

『小説 ティガ・ダイナ&ウルトラマンガイア 超時空のアドベンチャー』に登場したキングオブモンス
浩、亘、耕平がカイザーギラレス13世への対抗手段として赤い球に願って出現させた。カイザーギラレス13世のシールドと鎧に攻撃をすべて防がれ、光線の一撃で倒された。

骨翼超獣 バジリス
亘がイメージした虫に似た二足歩行型の超獣。赤い球の力でキングオブモンスの背中から分離した。
口から放つ破壊光弾バルバリボールや鎌状の両手シザーアームを武器とし、そのシザーアームを交差させて敵を押さえつけるギロチン殺法アームクリッパー、体当たり技のバジリス・ボディアタック、嘴で敵を攻撃するビルスマッシュ（未使用）、キック技のバジョック（未使用）も得意としている。背中に葉脈のような翅が4つ生えており、それで自由に空を飛べる。その飛行速度はウルトラマンダイナ・ミラクルタイプと同等の、マッハ10にも達する。
戦闘の最中に上空へ飛び去り、そのまま宇宙空間でウルトラマンダイナと対決する。ダイナを苦戦させるが、最後はソルジェント光線を受けて大気圏内で炎上し、爆発した。
- ×マークがモチーフで、羽に×マークの要素を入れている。普通、穴の開いた羽では空は飛べないが、子供の空想の産物という理由で採用された。
- スーツの翼は展開式となっており、飛行シーンの撮影にも用いられた。
- 映画『新世紀ウルトラマン伝説』にも登場。映像は本作品からの流用。

『大怪獣バトル ULTRA MONSTERS EX』に登場したバジリス
『大怪獣バトル ULTRA MONSTERS EX』第14話「戦場の惑星」に登場。
ババルウ星人が使役する怪獣として登場。惑星ボリスを訪れた主人公たちにレイオニクスバトルを申し出したババルウ星人により、呼び出される。バトルナイザーの怪獣と戦うが、実力がおよばず倒された。
- 必殺技は劇中で使用したバルバリボールのほか、両腕の鎌を使った切り裂き攻撃アームクリッパー、バジリススラッシュがある。『NEO』第1弾より同じくキングオブモンスの分身であるスキューラとのタッグ必殺技スタンニングドロップが、『NEO』第5弾では特大のバルバリボールを発射するバルバリボールマキシマムが追加された。『NEO』以降、バルバリボールには雷属性が付加されている。

巨大顎海獣 スキューラ
耕平がイメージした魚に似た四足歩行型の怪獣。赤い球の力でキングオブモンスの腹部から分離した。
外見上口に見える部分は身体の半分くらいのところまで開くことができ、その巨大な顎で敵を挟み込むシークレットジョーと、高速で敵に体当たりを繰り出すスキューラッシュといった各技を用いる。巨体に似合わず地上をウルトラマンティガ・スカイタイプと同様のマッハ2、水中をマッハ3の速度で航行可能。また、体表は硬くしなやかで丈夫であり、並のビーム攻撃なら簡単に弾き返す強度をもつ。
ティガによって海へ放り投げられ、そのまま海底にて戦闘を続行する。シークレットジョーでティガを挟み込んで苦しめたが脱出され、最後はゼペリオン光線で撃破された。
- 初稿段階での名称は、シーバ。
- 丸がモチーフで、口が開いた姿が丸になっている。
- スーツの顎は可動式となっており、操演によって動かされる。造形物はスーツのほか、水中移動シーン用の1/3サイズのミニチュアが用いられた。
- 映画『新世紀ウルトラマン伝説』にも登場。映像は本作品からの流用。
- データカードダス『大怪獣ラッシュ ウルトラフロンティア』ではプラズマソウルを取りこんだプラズマ怪獣として3弾から登場。

巨大異形獣 サタンビゾー
劇中のテレビ特撮番組『ウルトラマンガイア』第13話「悪魔の接吻」に登場する、魔界ゾーランド出身という設定の敵怪獣だが、浩が赤い球に願って実体化させた。
得意技は爪から放つ10,000度の破壊光弾サタンズキッス、顔面から放つ破壊光線ビズビームのほか、接近戦では両腕の甲に付いた全長19メートルまで伸縮自在な鋭い爪巨大爪を武器とする。ガイアV2のフォトンエッジで消滅する。
- 夜間シーンで登場するため、当初から電飾を活かしたデザインとなった。
- 造型はボンクラフトによる。スーツの爪は着脱式となっている。
- 後に『ウルトラマンガイア』テレビ本編の第42話「我夢VS我夢」にも再登場している。詳細はウルトラマンガイアの登場怪獣#巨大異形獣 サタンビゾーを参照。

## キャスト
- 高山我夢 - 吉岡毅志
- 新星勉 - 濱田岳
- 七瀬リサ - 斉藤麻衣
- 平間優 - 入野自由
- 鹿島田浩 - 佐藤雄太
- 小杉亘 - 杉田祐紀
- 中原耕平 - 滝本啓人
- 先生 - 純名里沙（友情出演）
- 警官隊隊長 - ベンガル
- 校庭の警官 - アゴイサム
- 倉庫の警官 - 阿部能丸
- クラスメートA - 鈴木隼人
- クラスメートB - 下村洋平
- クラスメートC - 今井翔
- ファイターの子供A - 宮下英樹
- ファイターの子供B - 中野鎌博
- ファイターの子供C - 熊市真也
- 千葉辰巳 - 平泉成
- 佐々木敦子 - 橋本愛
- ジョジー･リーランド - マリア・テレサ・ガウ
- おもちゃ屋の親父 - 田代まさし（特別出演）
- 勉の母親 - かとうかずこ（友情出演）
- 石室章雄 - 渡辺裕之
- 機動隊員[注釈 8] - 権藤俊輔

### 声の出演
- サタンビゾー - 郷里大輔
- 赤い球 - 山口ナナ
- PAL - 渡辺和彦
- ティガ - 真地勇志[注釈 9]
- ダイナ - つるの剛士[注釈 10]

### スーツアクター
- サタンビゾー / キングオブモンス - 岡野弘之
- バジリス - 北岡久貴
- スキューラ - 外島孝一
- ウルトラマンティガ - 権藤俊輔
- ウルトラマンダイナ - 伊藤慎
- ウルトラマンガイア - 長谷川恵司

## スタッフ
- 製作総指揮 - 円谷一夫
- 製作 - 幸甫、渡辺繁、児玉守弘、友野庄平、天野彊二郎、内山晴一朗
- 企画 - 満田かずほ、曽根俊治、小松崎孝一、田上節朗、安田公一、小川徹、地田信次郎
- 監修 - 高野宏一
- チーフプロデューサー - 鈴木清
- プロデューサー - 吉田剛、川城和実、平野隆、丸谷嘉彦、水尾芳正、石川清司
- 音楽プロデューサー - 玉川静
- 音楽 - 佐橋俊彦[注釈 11]
- 脚本 - 長谷川圭一
- 撮影 - 大岡新一
- 美術 - 松原裕志
- 照明 - 高野和男
- 録音 - 松本修
- 操演 - 根岸泉
- 助監督 - 野間詳令
- 殺陣 - 車邦秀
- 編集 - 松木朗
- スクリプター - 山内薫
- 製作担当 - 大橋和男
- 背景 - 島倉二千六
- ハネジロー人形師 - 原田克彦
- キャラクターメンテナンス - 福井康之、加藤尚之
- 実景班撮影 - 石渡均
- 製作協力プロデューサー - 小山信行
- 企画協力 - 諸冨洋史、河野聡、佐藤明宏、森山良、笈田雅人
- CGコーディネーター - 渡部健司
- ビジュアルエフェクトコーディネーター - 阿部雄一
- サウンドコーディネーター - 浦田和治
- 音響 - 伊藤克巳
- 効果 - 今野康之
- キャラクターデザイン - 丸山浩
- アドベンチャーデザイン - 椙村恵大
- イメージボード - 橋爪謙始
- タイトル - 熊谷幸雄
- キャスティング - 安藤実
- アシスタントプロデューサー - 渋谷浩康
- 映画ウルトラマンガイア製作委員会（円谷プロダクション、松竹、バンダイビジュアル、TBS、毎日放送、講談社、読売広告社）
- 監督・特技監督 - 小中和哉

## 主題歌
「ウルトラマンガイア!」
作詞 - 康珍化 / 作曲 - 松原みき / 編曲 - 大門一也 / 歌 - 田中昌之&大門一也

## 映像ソフト化
- VHSおよびDVD（セル、レンタル共通）、レーザーディスクは1999年12月18日発売[35]。全メディア共通で『ウルトラマンM78劇場 Love & Peace』を同時収録。なお、ウルトラシリーズの劇場版としては最後のレーザーディスクとなった。
- 2007年11月26日発売のDVD『ティガ ダイナ ガイア メモリアルボックス ザファイナル』および2016年2月24日発売の『ウルトラマンガイア Complete Blu-ray BOX』に単独収録されている。
- DVDは2010年1月にファミリーセレクションとしても再発売されている。

## 音楽ソフト
- 『ウルトラマンティガ・ウルトラマンダイナ&ウルトラマンガイア 超時空の大決戦 オリジナル サウンドトラック』TYCY-10017

## 関連作品

### テレビ番組
集合!ウルトラ3大戦士 映画ガイアの秘密
本映画公開を記念して放送された特別番組。スーパーGUTSのユミムラ・リョウとナカジマ・ツトムが再会したハネジローと共に、自分たちのいる『ティガ』と『ダイナ』の世界から『ガイア』の世界へワープし、XIGのコマンドルームで出会った我夢とともに『ティガ』・『ダイナ』・『ガイア』本編のダイジェストと映画の見所を語るという内容である。
ウルトラマン列伝
2013年1月9日から同年1月30日まで、本作品が4回に渡って分割放送された。新規映像として、吉岡が我夢として当時を振り返るという形で本映画の解説を行っている。また、同番組内で放送されている『ウルトラゼロファイト』に登場するジャンナインの声を本作品で平間優を演じた入野自由が演じていることから、公式ブログでもそのことが取り上げられている。
ウルトラマン クロニクルZ ヒーローズオデッセイ
2021年4月3日から、本作品が3回に渡って分割放送されている。

### 小説
『小説 ティガ・ダイナ&ウルトラマンガイア 超時空のアドベンチャー』
本映画の20年後を舞台とした続編小説。付属の帯には、我夢役の吉岡が推薦文を寄せている。